# Plus ultra

Wapen van Spanje

Plus ultra (Nederlands: Steeds verder) is een Latijnse uitdrukking die vooral bekend is als wapenspreuk van Spanje. Haar Spaanse variant is Más allá.
De wapenspreuk werd gekozen door keizer Karel V, die al vanaf 1516 als Karel I koning van Spanje was, als variatie op non plus ultra, de tekst die Hercules volgens de overlevering had gebeiteld op de Zuilen van Hercules aan weerszijden van de Straat van Gibraltar om het einde van de wereld in de klassieke oudheid te markeren. Onder Karels bewind kende Spanje een enorme koloniale expansie en met het nieuwe motto wilde hij aangeven dat de Straat van Gibraltar niet langer het einde van de wereld was en dat Spanjes ambities verder reikten.
Plus ultra is ook het motto van onder andere de Henegouwse gemeente Binche, van de Engelse filosoof Francis Bacon, van de Colombiaanse marine, van de Mexicaanse havenstad Veracruz en van talloze scholen en andere instellingen wereldwijd.